# Bulnajn nuruu
Bulnajn nuruu (Bulnaj; mong.: Булнайн нуруу) – pasmo górskie w północnej Mongolii stanowiące dział wodny między zlewniami rzek Tesijn gol i Ider gol. Rozciąga się równoleżnikowo na długości ok. 250 km. Najwyższy szczyt osiąga wysokość 2619 m n.p.m. Dominują gleby ciemnokasztanowe, kasztanowe i ciemne gleby łąkowe. Pasmo porośnięte roślinnością stepową oraz dogodnymi w eksploatacji, gęstymi lasami składającymi się przede wszystkim z modrzewia syberyjskiego.